# Madács Péter
Madács Péter (szlovákul: Peter Madáč Veszverés (Poloma, Gömör megye), 1729. február 28. – Rimaszombat, 1805. november 20.) paraszti származású szlovák orvosdoktor.

## Élete
Veszverésen született, ahol apja Madách György szekeres és földhözragadt szegény paraszt ember volt, de mivel latinul is értett, a Bibliában pedig jártas volt, szomszédjai nagyra becsülték őt és tudós embernek tartották. Madách Debrecenben a híres Hatvany professzor alatt tanult, akinek további kiműveltetésében sokat köszönhetett. A teológiáról, melyet szintén tanult, lemondott és az orvosi tudományt széndékozott elsajátítani. Külső egyetemekre akart menni, de ebben, miután azon időben csak nemes ifjaknak saját költségükön volt szabad külföldi egyetemet látogatni, terve kivitelében még szegénysége is akadályozta. Szülőinek akarata ellenére is vágyát követte, és hazáját elhagyva 1754 végén Boroszlóba érkezett és gyógyszertári segédkedéssel akarta megkeresni kenyerét, illetve az összeget, amellyel tanulását folytathatta. Ez azonban nem sikerült és nyomorában volt tanára Hatvany segélyezte némileg, mígnem egy Burg nevű gimnáziumi (Elisabethaneum) tanár magához fogadta, szállásra. Gyermekek tanításával és iskolai szolgálattétellel tartotta fenn magát és keresett is egy keveset, emellett a felsőbb tudományokat hallgatta, és ismét a teológiára tért vissza. Már lelkészi hivatalt is ajánlottak neki Magyarországon, de ezt, mert házassági feltétellel volt összekötve, nem fogadta el. Egy Dutzius nevű özvegyasszony vette pártfogásába, és ennek segítségével sorsa jobbra fordult, hivatalba jutott és a nevezett gimnáziumban gazda tisztséget nyert. Azonban amikor kiütött az osztrák–porosz háború, Sziléziából, a katonafogdosás elől, 200 forintjával Halléba szökött. A városi tanács is segítette 20 forinttal, Dutzius asszony 150 forinttal, utóbbi még örökösévé is akarta tenni, ha a teológia tanulása mellett marad. A bevonuló sereg elől innen is távoznia kellett és Wittenbergbe ment. Itt az egyetemre 1757. október 19-én iratkozott be. Langguth orvosdoktor vette pártfogásába, és a magyar könyvtár könyvtárnokává tette, mely hivatal szabad lakással, a konviktusban történő étkezéssel és 30 forint stipendiummal járt. Most már egészen az orvosi tudományok tanulására adta magát. Wittenberg ostroma alatt, és után ismét nyomorúságba esett és csak a kassai Kubinyi-féle stipendiummal, melyeket két évig élvezett, tartotta fenn magát. 1762-ben Langguth közbenjárására a bonctani múzeum felügyelőjévé (custos) és a ritkaságok gondviselőjévé tették. Böhmer és Tryler doktorok 6 forintos dékáni stipendiumot szereztek neki, 1763-ban pedig a választófejedelem konviktusában gazdasági felügyelővé lett, ami 80 forint évi fizetéssel járt. 1764-ben a szász választófejedelem közbenjárására 131 forintos ösztöndíjat kapott és ugyanekkor az 50 forintos Weltheim báró szász stipendiumát is megnyerte. Orvosi tudományát és gyakorlatát a kórházban folytatta. Azonban újabb pénzügyi segély után nézett, és 1765-ben Boroszlóba utazott, ahol Dutzius asszony már hallani se akart felőle. Aztán apját kereste fel hazájában, ez két aranyat adott neki, aztán kikergette házából. Útiköltsége 110 forintra rúgott, amelyet a Lipcsében Andreas Osterlammnál egykor letett 200 forintból fedezett. Végre megérkezett másodszor is Wittenbergbe; itt eladta könyveit és 230 forinttal Berlinbe utazott. Itt is segítették a tanárok élelmezéssel és ingyen tanítással és egy André nevű moszkvai kereskedő 64 forinttal. Szorgalmasan tanulta az anatómiát és sebészetet. Tudományának híre eljutott hazájába is, 1767-ben Hellenbach báróné meghívta őt udvari orvosának. Ezt szívesen fogadva mint jobbágyfiú, apját kérte meg, hogy szabadon bocsáttatásáért folyamodjék, ez azonban tudni sem akart fiáról és így kénytelen volt Berlinben maradni, 1770-ig. Végül orvosi oklevelet szerzett és 1771-ben visszatért hazájába. Minthogy útlevél nélkül távozott az országból, Bécsben kellett magát igazolnia és Pozsonyban elnyerte az országban való letelepedésre az engedélyt. Orvosi híre csakhamar elterjedt, különösen Csetnek és Rozsnyó környékén (Gömör megye). 1772-ben Liptó vármegye tisztiorvosa lett. A nagyszombati orvosi fakultás kötelességévé tette, hogy az orvosi fokozat elnyeréséért ott is alávesse magát a szigorlatnak, amit 1774 februárjában meg is tett. 1776-ban a kishonti kerület hívta meg orvosának. Ekkor Rimaszombatba (Gömör megye) tette át lakását és a Rima melletti szép kertjében, amely 1788-tól lakásául is szolgált, csekély jövedelméből megelégedetten élt.

## Munkái
- De modo regenerationis vasorum. Pars I. Generalis. Quam gratiosi medicorum ordinis consensu praeside D. Georgio Augusto Langguth ... pro gradu doctoris rite capessendo die XXIII. Augusti an. 1770. eruditorum examini subiicit. Vittenbergae.
- Theoria affinitatum chemicarum, quam ... in regia univ. Tyrnaviensi publicae disquisitioni submittit. Tyrnaviae, 1774. (Kéziratban censurai példánya megvan a budapesti egyetemi könyvtárban.)